# Moderator (kernfysica)

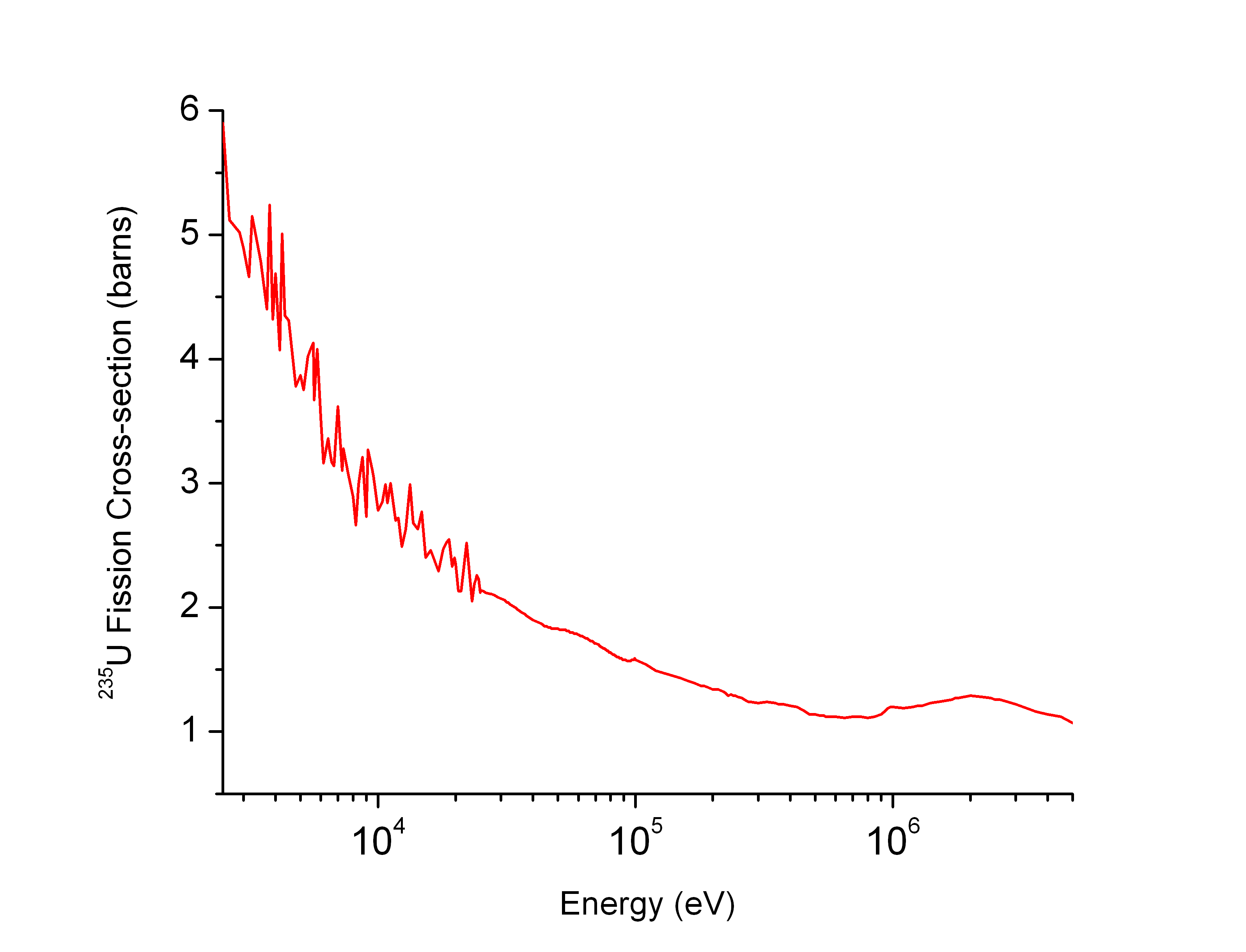
Splijtbaarheid als functie van de energie toont het nut van een moderator aan.

Een moderator is een stof die in een kernreactor ervoor zorgt dat de snelle neutronen die vrijkomen bij de splijting van atoomkernen zodanig worden afgeremd dat ze meer kans maken om deel te nemen aan de kettingreactie. Veel gebruikte moderatoren zijn gewoon water, zwaar water en grafiet.
De betekenis van "modereren" als "afremmen" slaat dus op de snelheid van de neutronen, maar juist niet op de kernreacties, die worden juist bevorderd.
Voor het bevorderen van kernreacties in een kernwapen is een moderator echter niet geschikt, omdat het afremmen van de snelheid van de neutronen daarvoor te lang duurt.

## Werking
Goede moderatoren zijn relatief lichte atomen die de neutronen wel afremmen met elastische botsingen, maar niet invangen in de eigen kern. De waarschijnlijkheid van deze interacties wordt uitgedrukt als werkzame doorsnede. Deze moet hoog zijn voor botsingen maar laag voor absorptie. Stoffen met het omgekeerde profiel, zoals bijvoorbeeld borium, zijn niet geschikt als moderator maar des te beter als materiaal voor regelstaven.
Neutronen zijn voldoende afgeremd als hun temperatuur overgaat van het snelle spectrum (kinetische energie rond 1 MeV) naar het thermische spectrum (ongeveer 0,025 eV).

## Soorten

### Water
De meest gebruikte moderator is water. Het scoort goed op de drie relevante dimensies (lage massa, grote botsingsdoorsnede, kleine absorptiedoorsnede). Bovendien kan het tegelijk de afvoer van warmte verzorgen (koelmiddel). Dit zorgt voor een negatieve terugkoppeling die een extra veiligheid biedt: bij hogere temperatuur zet het water uit, wat de moderatiewerking verslechtert en de kettingreactie zal doven.
Ook koolwaterstoffen zijn gesuggereerd als moderator, maar nooit toegepast.

### Zwaar water
Zwaar water is een uiterst geschikte moderator. Reactoren met gewoon water vergen hoger verrijkt uranium dan reactoren met zwaar water, maar zwaar water is duurder dan gewoon water.

### Grafiet
Omdat grafiet brandbaar is, levert het gebruik ervan als moderator risico's op. Onder meer bij de Kernramp van Tsjernobyl en de brand in Windscale trad een grafietbrand op. 
Het veiligheidsrisico is nog groter in combinatie met water als koelmiddel. Inmiddels worden geen watergekoelde grafietreactoren meer gebouwd. Er zijn echter nog veel watergekoelde grafietreactoren in bedrijf in Rusland en overige delen van de voormalige Sovjet-Unie (RBMK-reactoren). De AGR- en Magnox-reactoren uit het Verenigd Koninkrijk werken met grafiet maar zonder water. 

### Beryllium
Beryllium is een geschikte maar weinig gebruikte moderator (omwille van toxiciteit en kosten).

## Reactoren zonder moderator
Snelle kweekreactoren gebruiken geen moderator. De hogere snelheid van de neutronen wordt gebruikt om splijtbaar materiaal te creëren uit niet-fissiele atomen zoals uranium-238 of thorium.